# Хёглин, Юнни
Ханс «Юнни» Хёглин (швед. Hans Johnny Höglin, род. 26 февраля 1943 года в Нюкроппа, Вермланд, Швеция) — шведский конькобежец, олимпийский чемпион.
До Олимпийских игр 1968 года Хеглин не имел каких-либо значимых успехов на международной арене. На чемпионатах мира и Европы он не занимал призовых мест.
На Зимних Олимпийских играх 1968 года в Гренобле Хёглин неожиданно для многих стал Олимпийским чемпионом на дистанции 10000 метров, превысив время признанного фаворита Фреда Антона Майера на 0,3 секунды. На дистанциях 1500 и 5000 метров Хёглин занял пятые места.
Юнни Хёглин участвовал также в Зимних Олимпийских играх 1972 года в Саппоро. Он занял только 9 место на дистанции 1500 метров и двенадцатое на дистанции 5000 метров.

## Лучшие результаты
Лучшие результаты Хёглина на отдельных дистанциях:
- 500 метров — 40,30 (18 января 1970 года, Давос)
- 1000 метров — 1:21,30 (17 января 1970 года, Давос)
- 1500 метров — 2:02,10 (15 января 1972 года, Давос)
- 3000 метров — 4:21,60 (7 марта 1968 года, Инцелль)
- 5000 метров — 7:26,00 (16 января 1972 года, Давос)
- 10000 метров — 15:23,60 (17 февраля 1968 года, Гренобль)